# 愛媛県歴史文化博物館
愛媛県歴史文化博物館（えひめけんれきしぶんかはくぶつかん）は1994年11月に愛媛県東宇和郡宇和町（現・西予市）に開館した博物館。愛媛県の歴史や民俗が紹介され、南予地域の拠点として使われている。

## 概要
4つの歴史展示室と民俗展示室、体験学習室などがあり、歴史文化や生涯学習などの講座が開講されている。展示の特徴として、広い館内を活かした実物大復元模型の展示が多く、戦前の松山市大街道の町並みの再現では、実際に建物内に入って雰囲気を味わうことが出来るなど、テーマパーク的な感覚でも楽しめる博物館である。
2005年3月に閉館した愛媛県歴史民俗資料館の一部の資料は、同館に引き継がれた。
マスコットキャラクターは「はに坊」。

## 展示

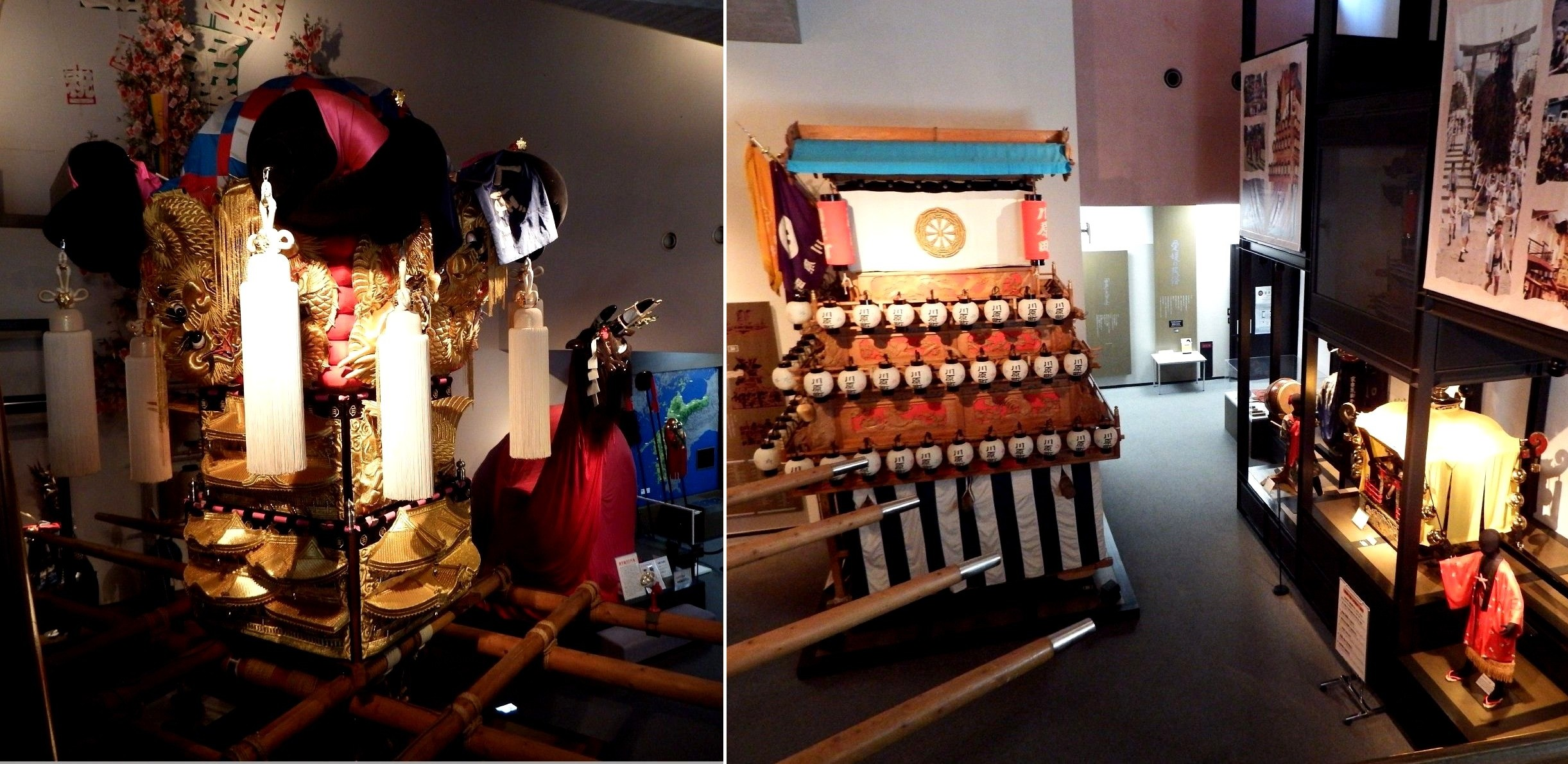
太鼓台、牛鬼、だんじり、神輿

２階 常設展示
1.原始・古代：愛媛のあけぼの
2.中世：中世武家社会下の伊予
3.近世：幕藩体制下の伊予
4.近・現代：愛媛県の誕生と歩み
１階 常設展示
5.祭りと芸能：愛媛の祭りと芸能・愛媛の郷土芸能、
　　　西条祭りのだんじり、新居浜の久保田太鼓台、宇和島の牛鬼などの展示
6.愛媛のくらし：海のくらし・里のくらし・山のくらし・川のくらし
7.四国遍路：四国遍路の歴史と民俗・弘法大師・八十八ヶ所札所
　　　仏木寺大師像のレプリカなどの展示
8.考古展示：県内各地の遺跡から発掘された考古資料の紹介
9.文書展示：県内に残されている古文書の紹介
２階 新常設展
和紙彫塑による弘法大師空海の世界　内海清美展
２階 こども歴史館・レストラン＆ミュージアムショップ

## 周辺の観光・文教施設

### 愛媛県が運営している施設
- 愛媛県総合科学博物館
- 愛媛県美術館
- 愛媛県生涯学習センター

### 西予市にある施設
- 宇和町米博物館
- 宇和町民具館
- 先哲記念館
- ギャラリーしろかわ

### その他の施設
- 愛媛大学ミュージアム